# City View
City View ist eine ehemalige Stadt und aktuell ein als Census-designated place (CDP) eingestufter Ort im US-Bundesstaat South Carolina. Der Ort liegt im Greenville County und ist Teil der Metropolregion Upstate. Das U.S. Census Bureau hat bei der Volkszählung 2020 eine Einwohnerzahl von 1322 ermittelt.

## Geschichte
Monaghan Mill und das Auditorium der Parker High School sind im National Register of Historic Places aufgeführt.

## Geographie
Sans Souci liegt im Zentrum des Greenville County und befindet sich 2 km nördlich des Zentrums von Greenville.
Im Norden schließt das CDP Sans Souci und im Westen das CDP Parker an. Der Reedy River verläuft durch den Ort.